# Eurya polyneura
Eurya polyneura är en tvåhjärtbladig växtart som beskrevs av Woon Young Chun. Eurya polyneura ingår i släktet Eurya och familjen Pentaphylacaceae. Inga underarter finns listade i Catalogue of Life.